# Backaryds kyrka
 Backaryds kyrka är en kyrkobyggnad i Backaryd i Lunds stift. Den hette tidigare Heliga Trefaldighetskyrkan och är sedan 2006 församlingskyrka i Ronneby församling. Kyrkobyggnaden tillhörde tidigare Backaryds församling.

## Kyrkobyggnaden
Backaryds församling fick 21 mars 1787 tillstånd att bygga en ny kyrka. Det kom dock att dröja ända till 15 april 1794 innan man kom överens om var den nya kyrkan skulle byggas och man beslutade då att den skulle uppföras på mark skänkt av gästgivare Mathis Tofvesson. 21 september 1794 inleddes bygget och den uppfördes som en korskyrka i nyklassicistisk stil efter ritningar av Erasmus Gabriel Henschen, bearbetade av Olof Tempelman. Den ersatte en träkyrka från 1630. Den nya kyrkan invigdes 29 september 1799 av superintendenten Lars Anders Fahnehjelm, Karlskrona.
Kyrkan är byggd i liggande timmer, med undantag av den tillbyggda sakristian som uppförts i tegel. Fasaden är reveterad och vitmålad medan taket täckts med spån. Kyrkobyggnaden består av ett långhus med korsarmar på mitten. Det avslutas med en rakkorvägg i öster och en bakomliggande sakristia. Huvudingången är belägen i väster. Kyrkorummet är treskeppigt.
Eftersom kyrkan saknar klocktorn behölls den gamla klockstapeln från 1600-talet. Den är inklädd med bräder och rödfärgad, de fyra gavelkrönen är försedda med järnflöjlar, det spånbeklädda taket kröns av en spira med en kyrktupp.
År 1800 såldes det gamla kapellet, Heliga Trefaldighets kapell, på en auktion.

## Interiör och inventarier
Kyrkan är den äldsta treskeppiga kyrkobyggnaden i landskapet från den aktuella tidsperioren. Mittskeppet täcks av tryckt tunnvalv vilande på ett kraftigt entablement buret av träkolonner. Sidoskeppen  har plana tak.
- Dopfunten av röd kalksten är daterad till 1200-talet.
- Altartavlan är utförd av kyrkomålaren Ludvig Frid 1887. Den är en kopia av Carl Blochs målning i Hörups kyrka med motivet: ”Christus Consolator”.
- Predikstolen tillverkad 1885 är rundformad och prydd med förgyllda symboler.
- Altaruppsatsen från den gamla kyrkan med Karl XII:s namnskiffer är enligt inskrift från 1713. Med inskriften: Mathej 26. v. 20. Wår HERre JEsüs  Christus i then natten tå han förråder wart. Thenna Altartaffla är giord ANNO 1713. Pastor Samuel Cornerüs.
- Votivskeppet är skänkt till kyrkan av Adam Johan Bäck 1748. Med inskriften: Adam Joh: Bäck. Förärt dätta Skepp RedeLigheten till Bakarÿd Kiörka: 1748. Frückta Güd ock ära Konüngen.

## Bildgalleri

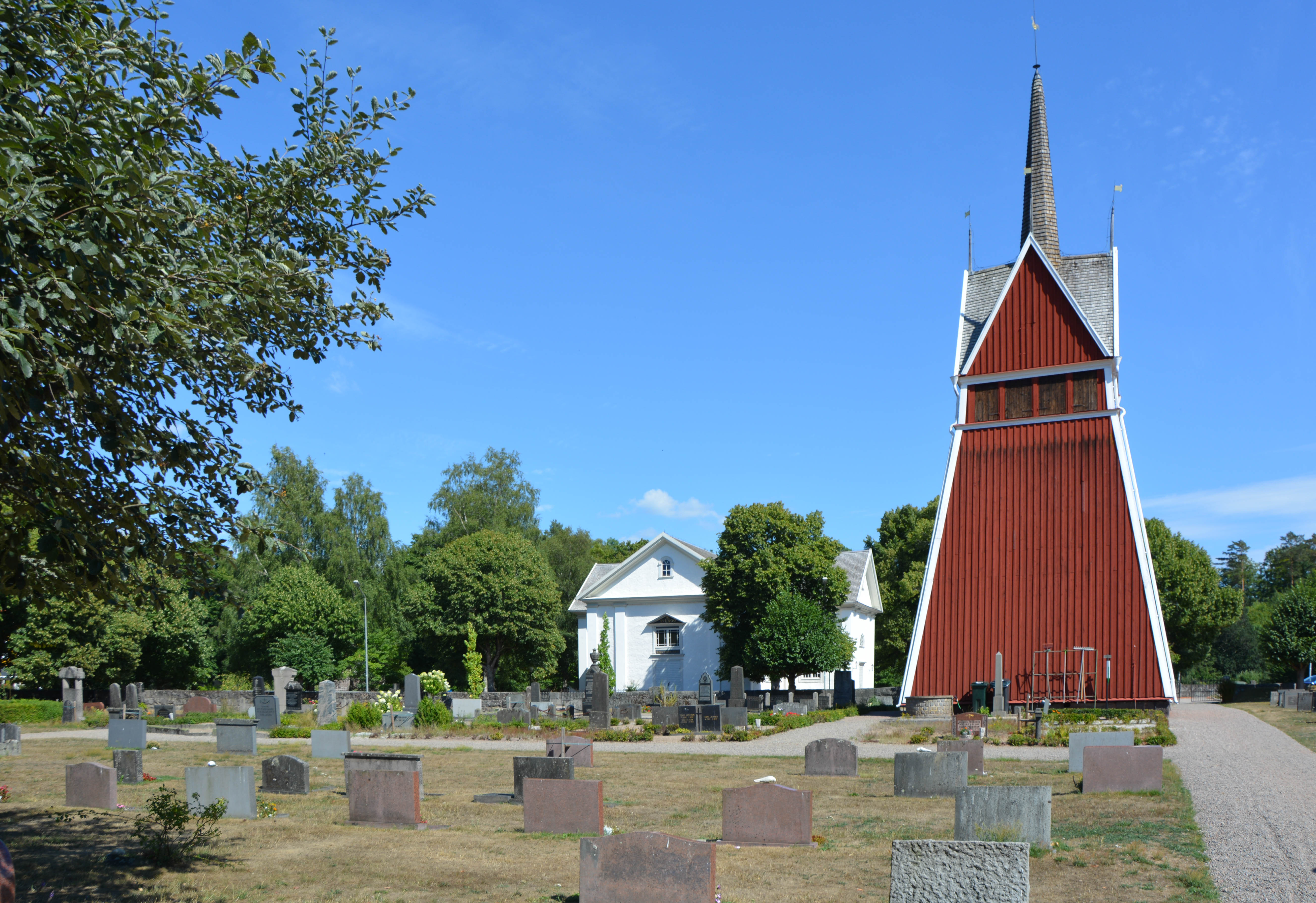
Kyrkan och klockstapeln
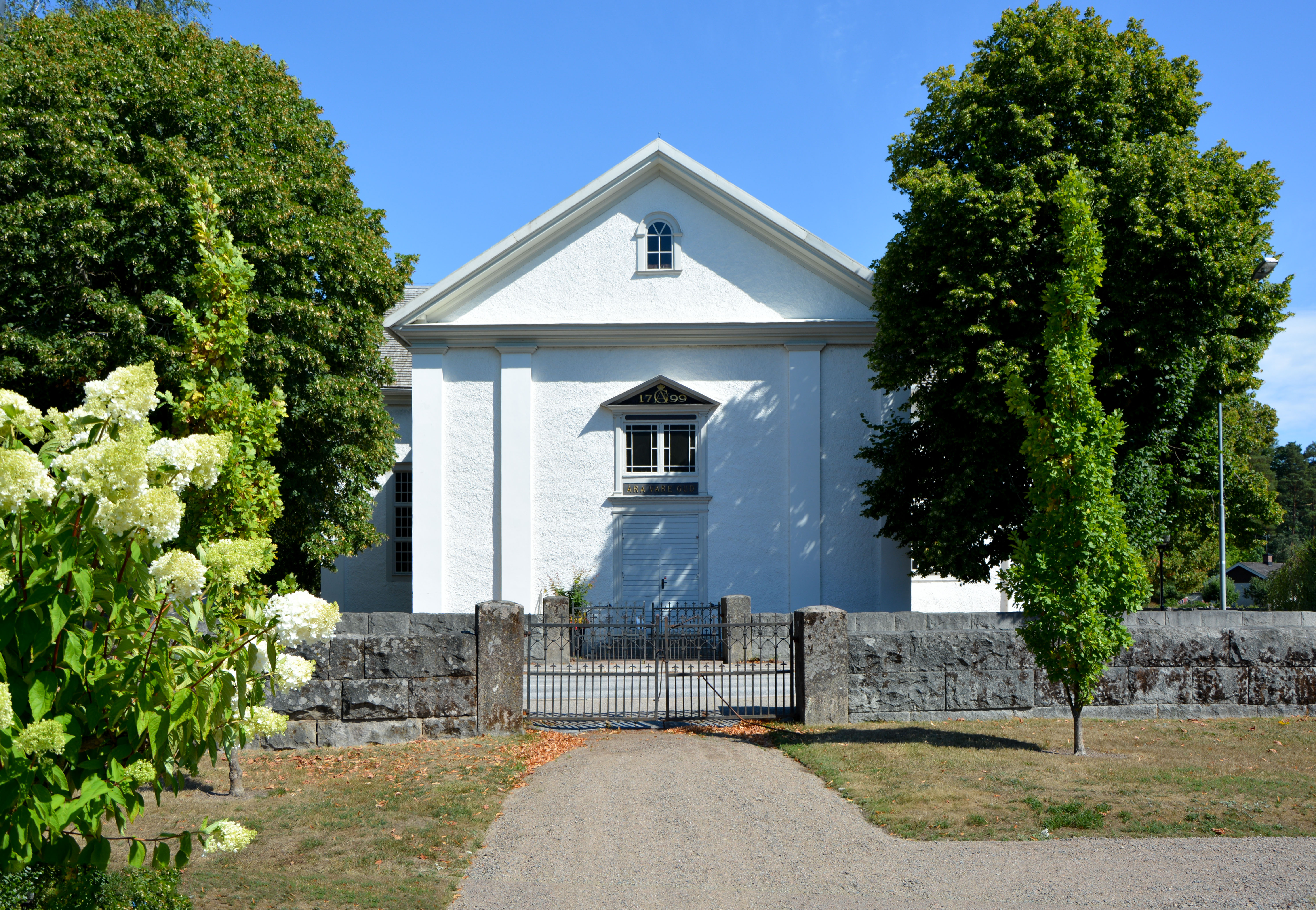
Exteriör från väster
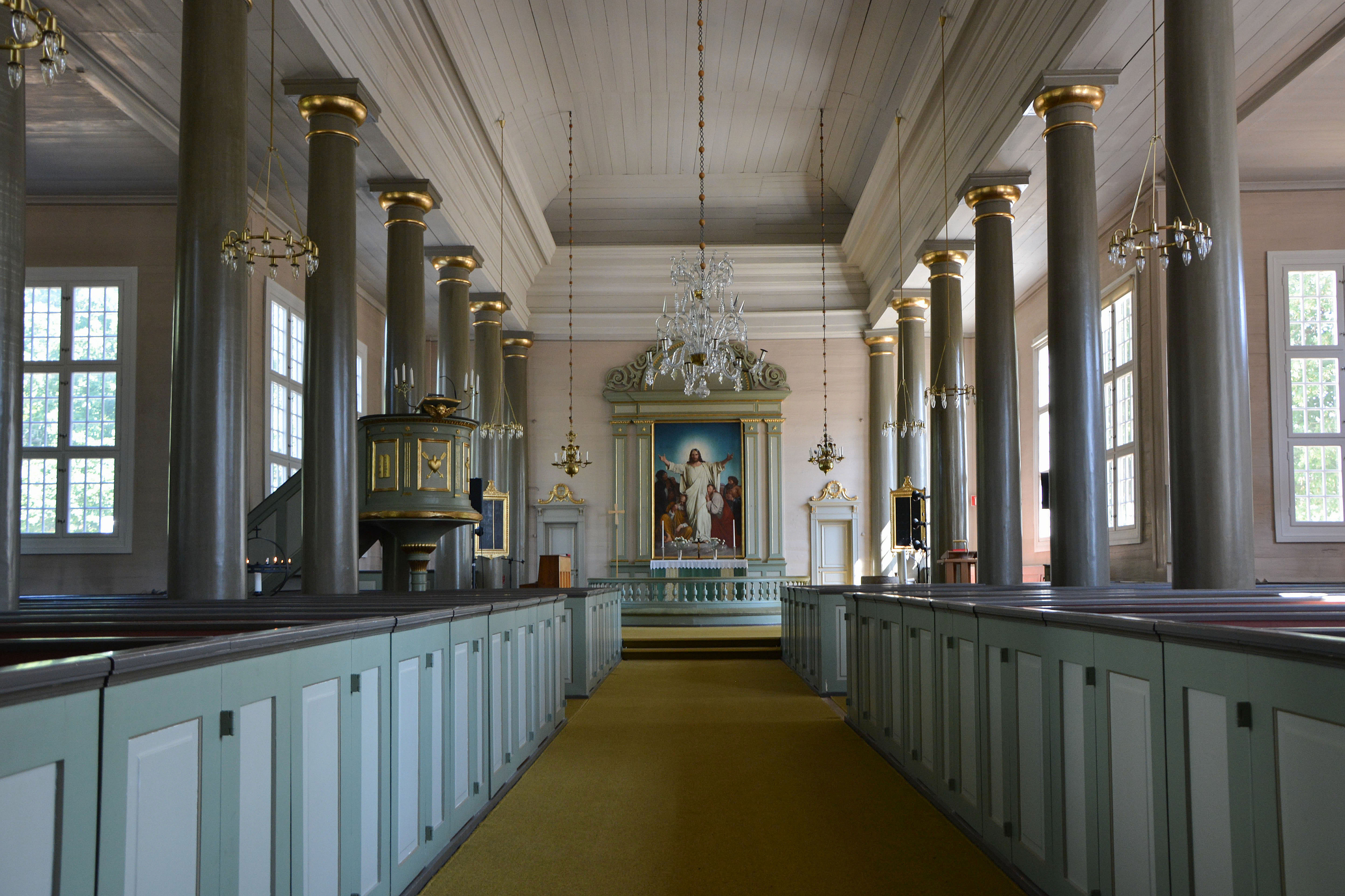
Interiör mot öster
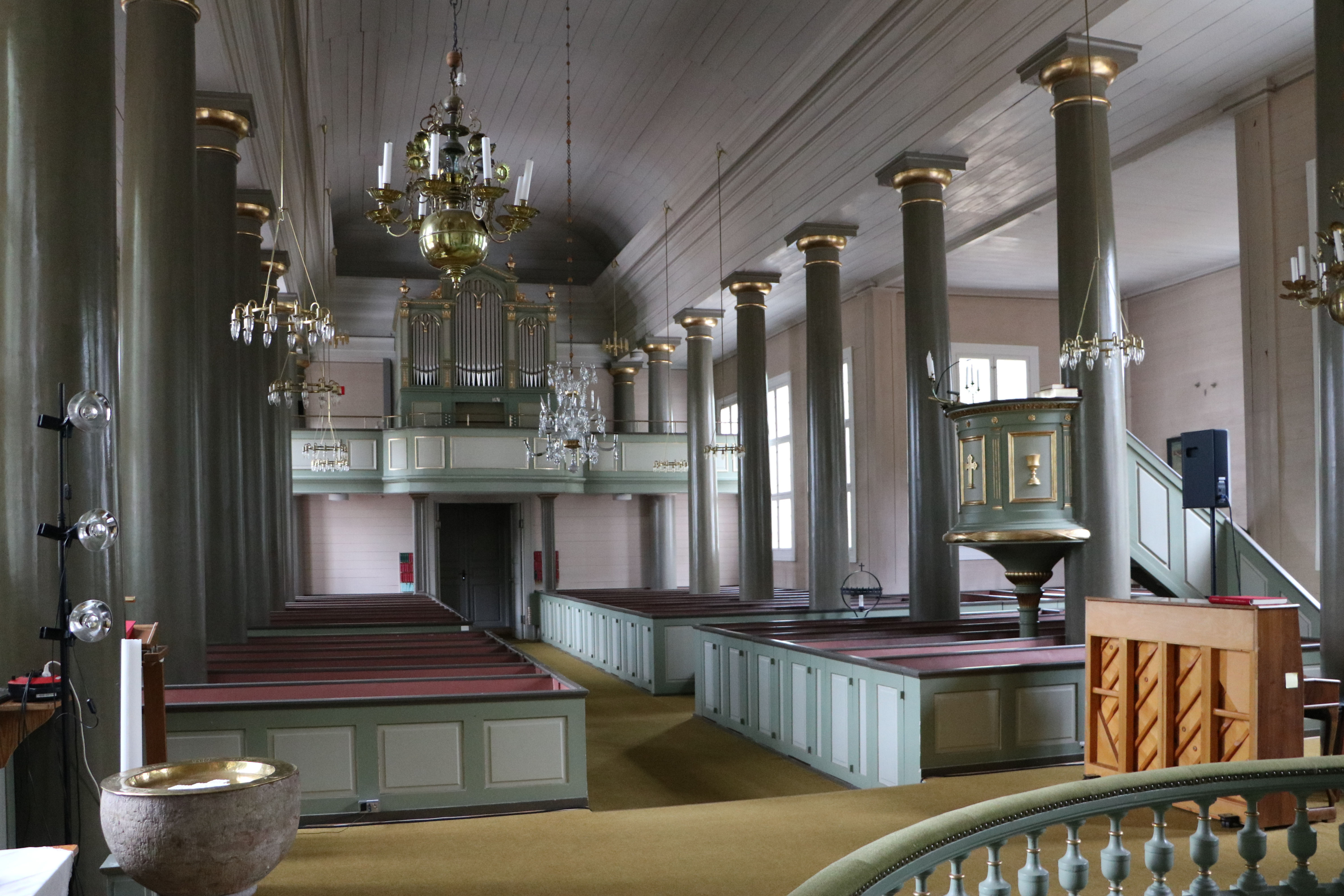
Interiör mot väster
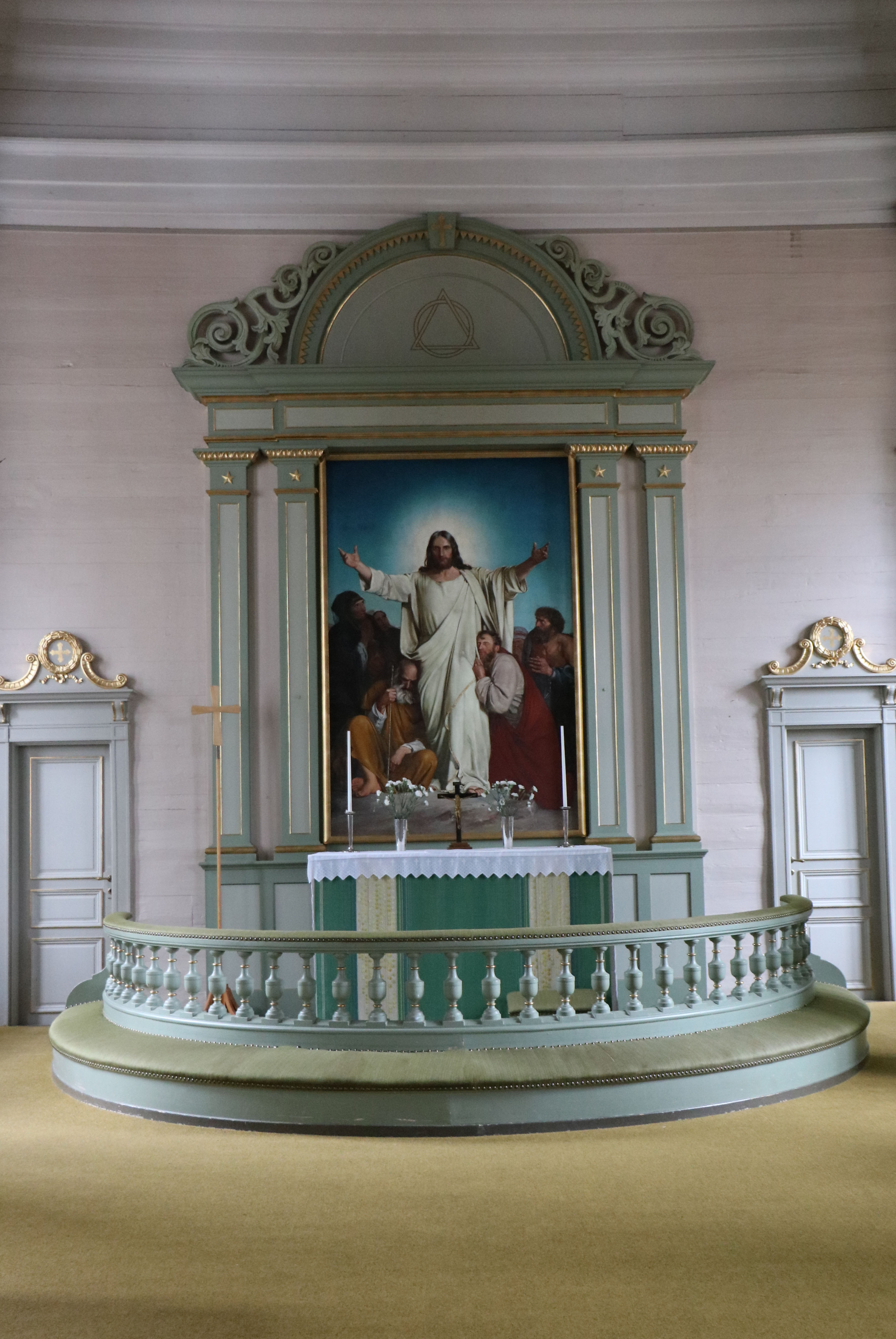
Koret
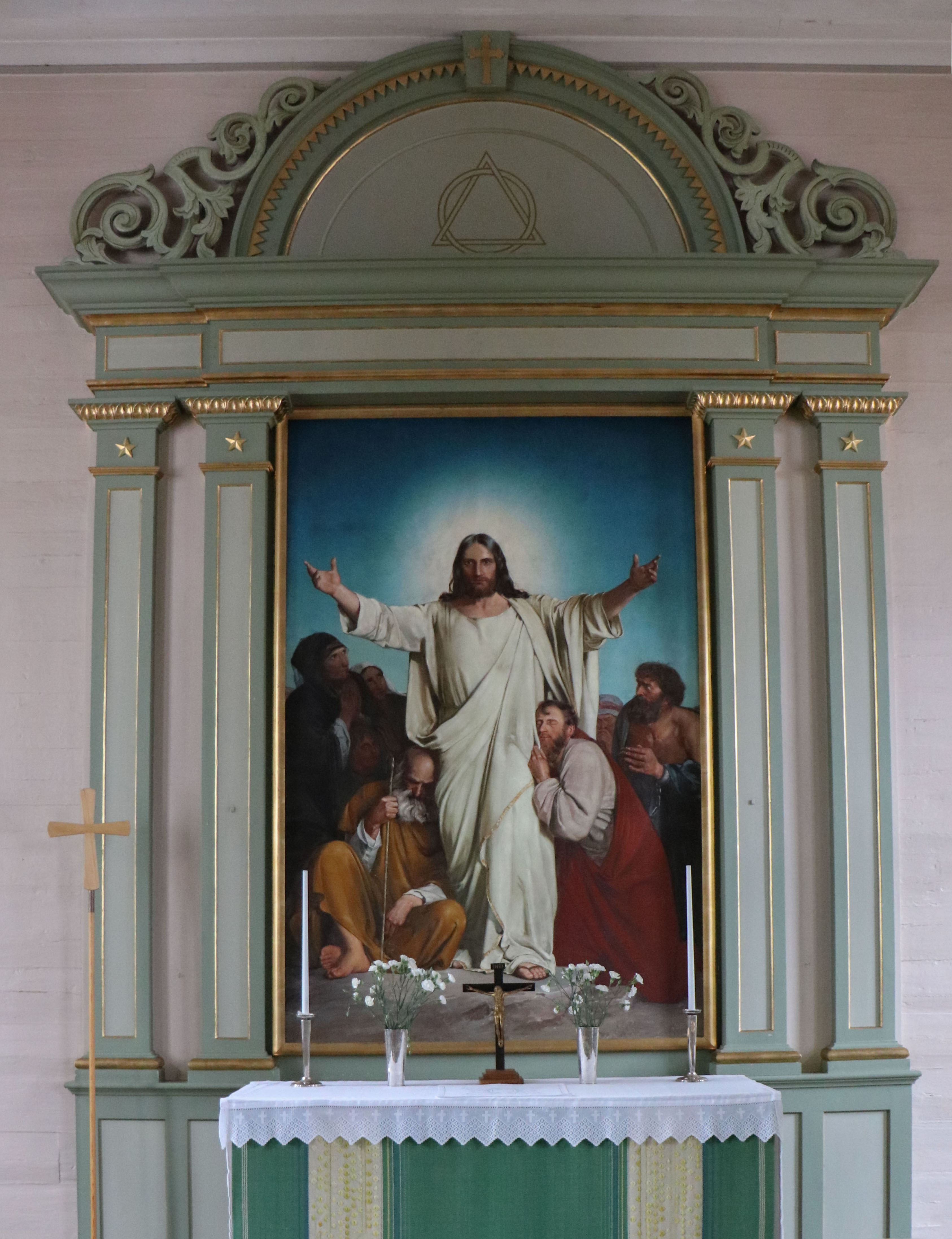
Altartavla av Ludvig Frid
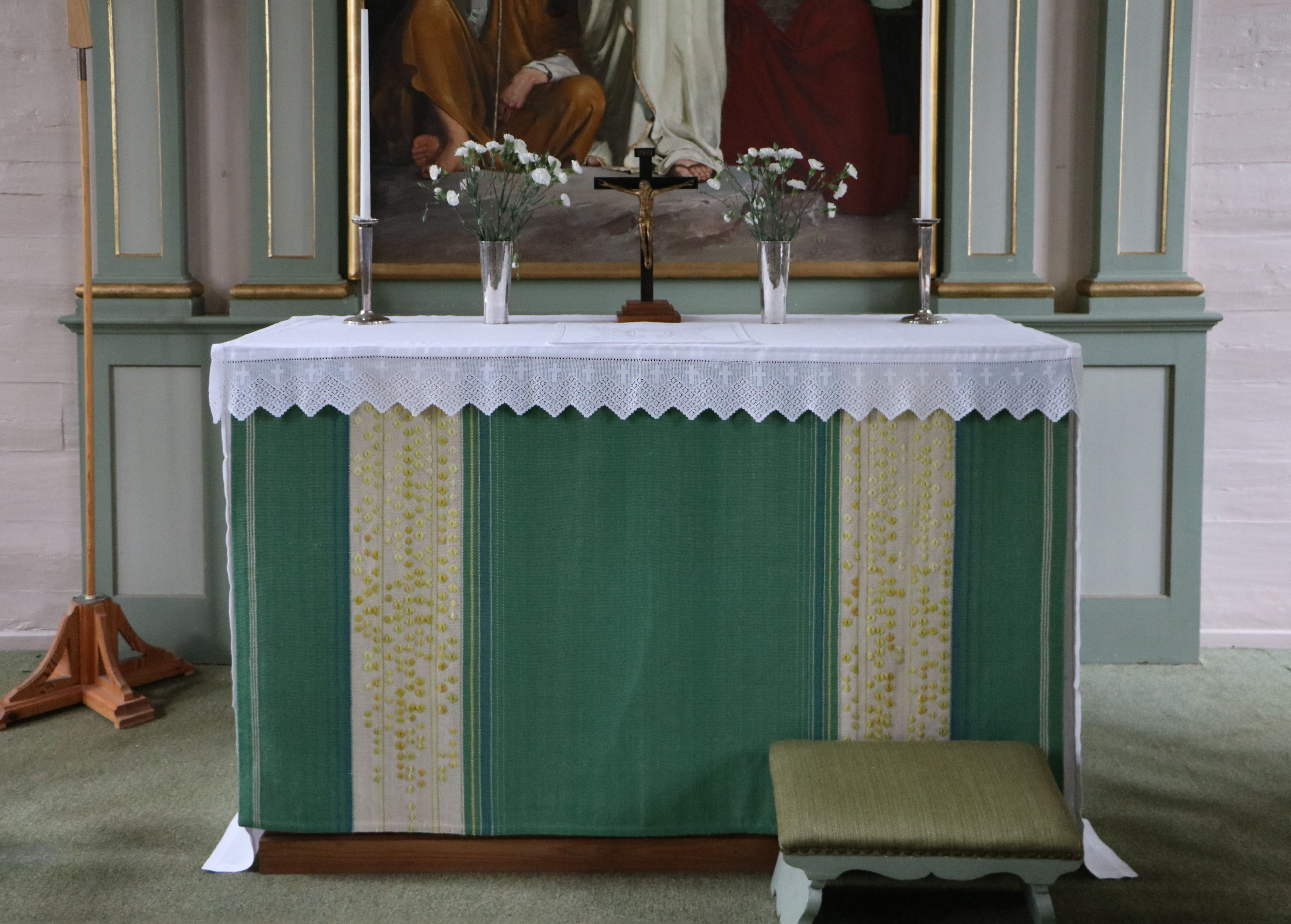
Altaret
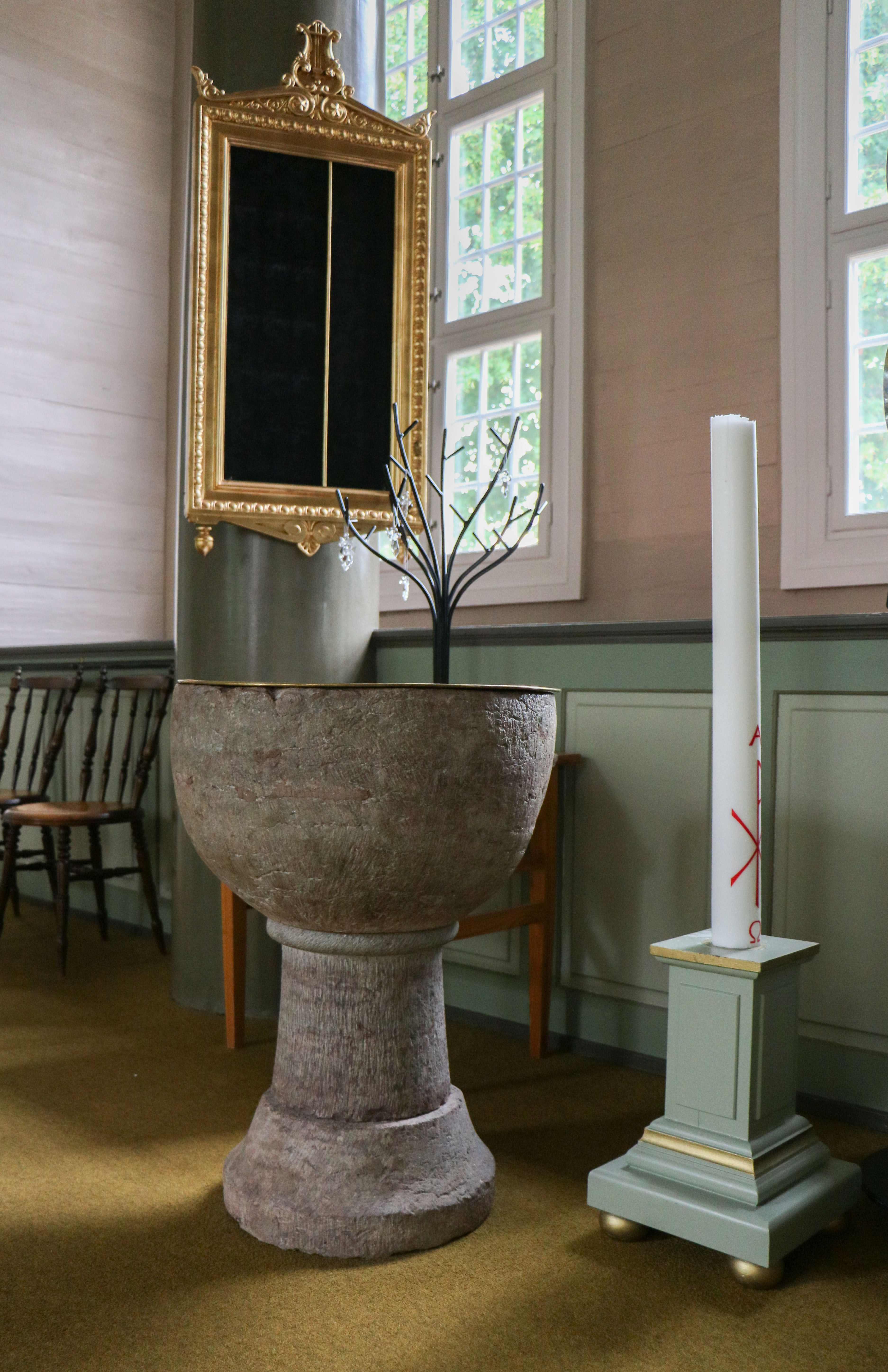
Dopfunt 1200-talet
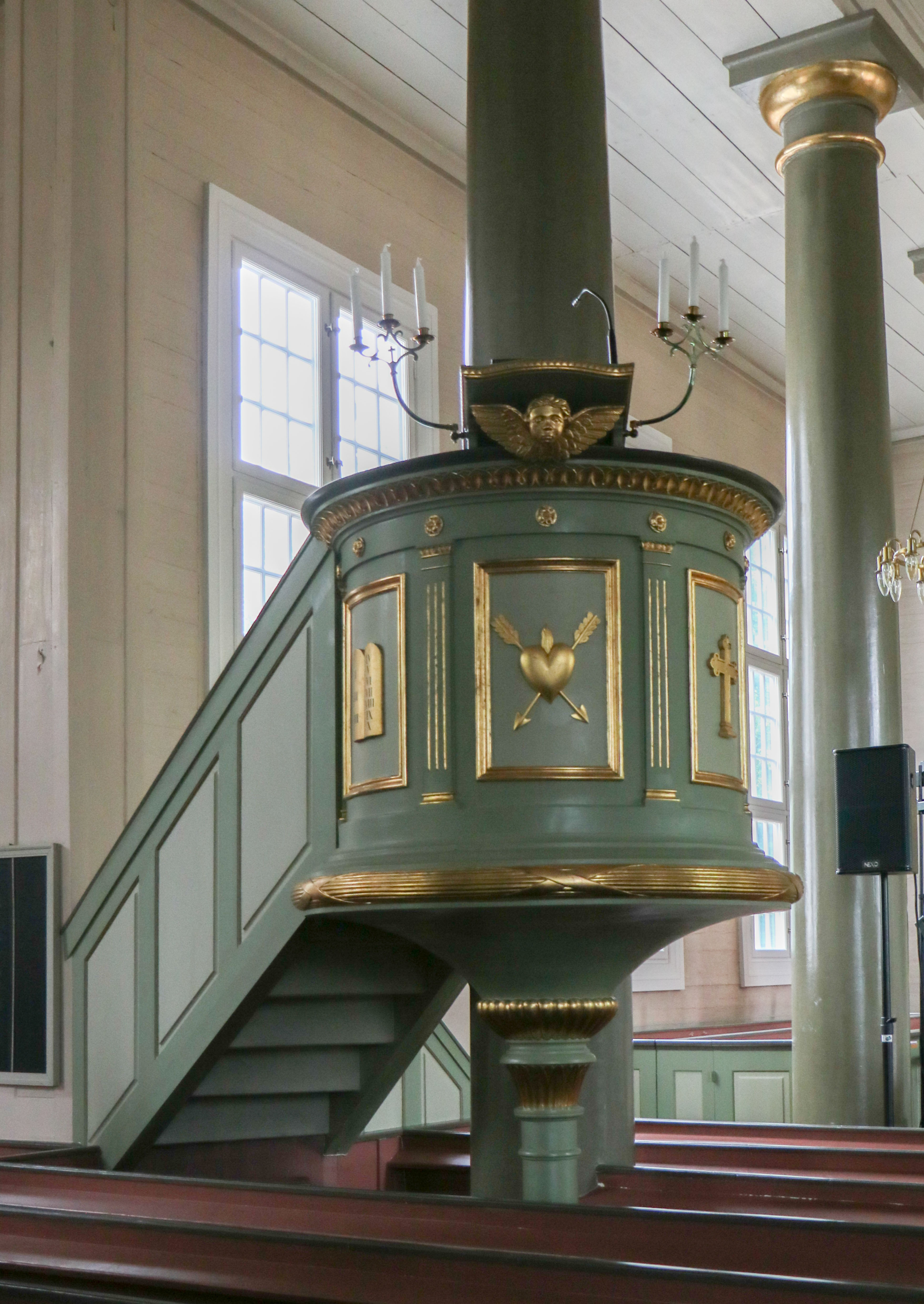
Predikstolen
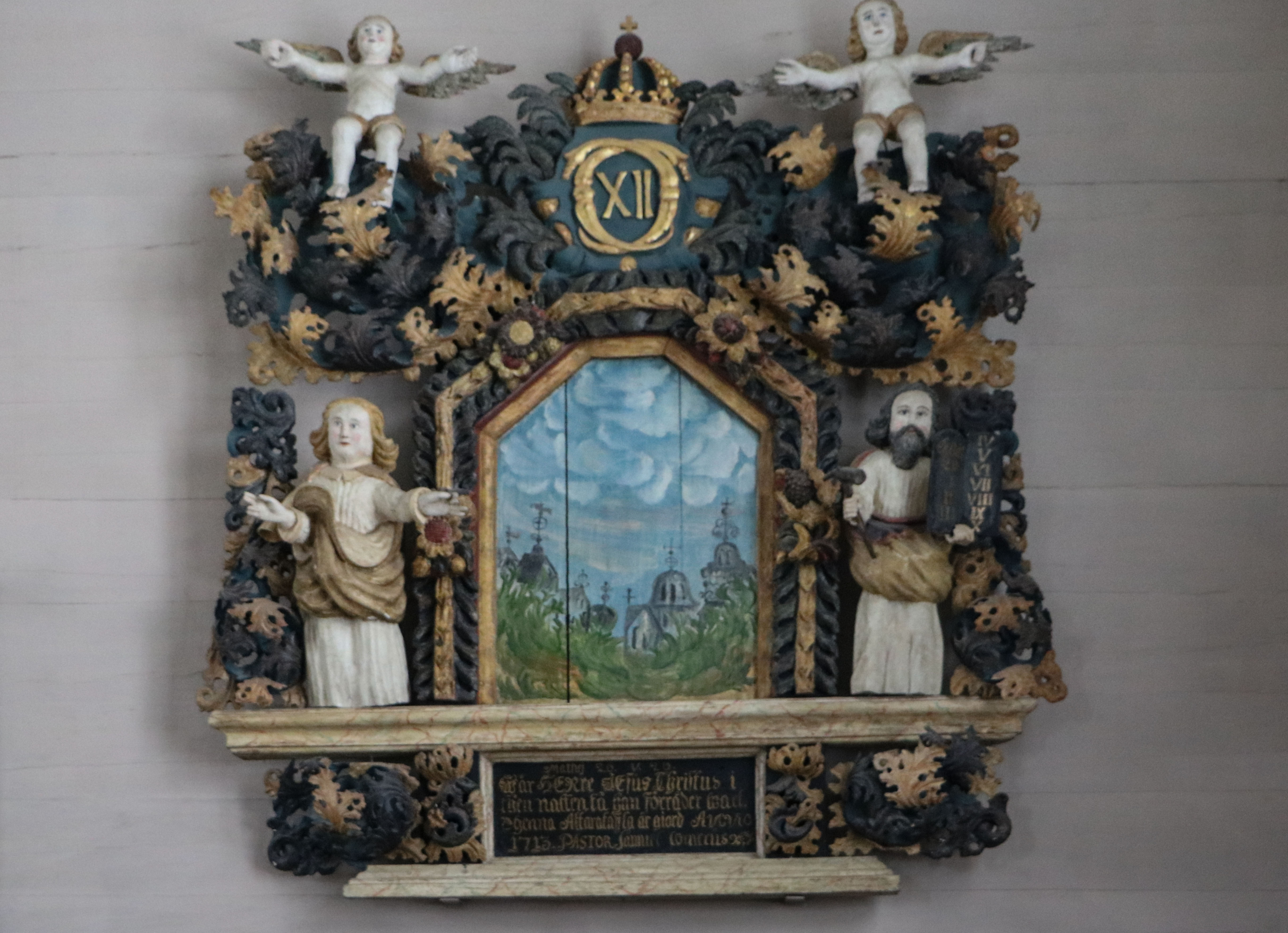
Altaruppsats 1713
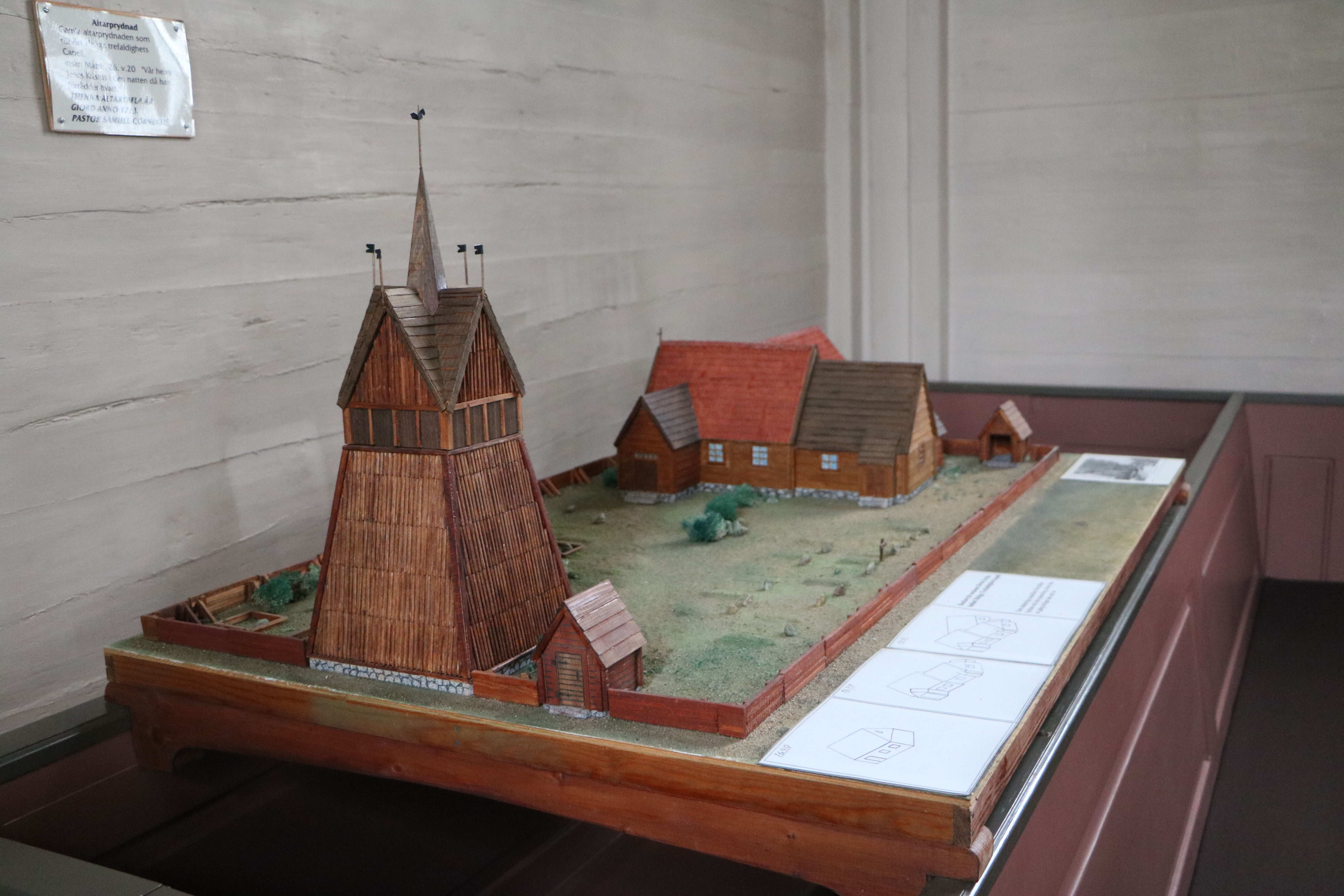
Miniatyrmodell av gamla kyrkan
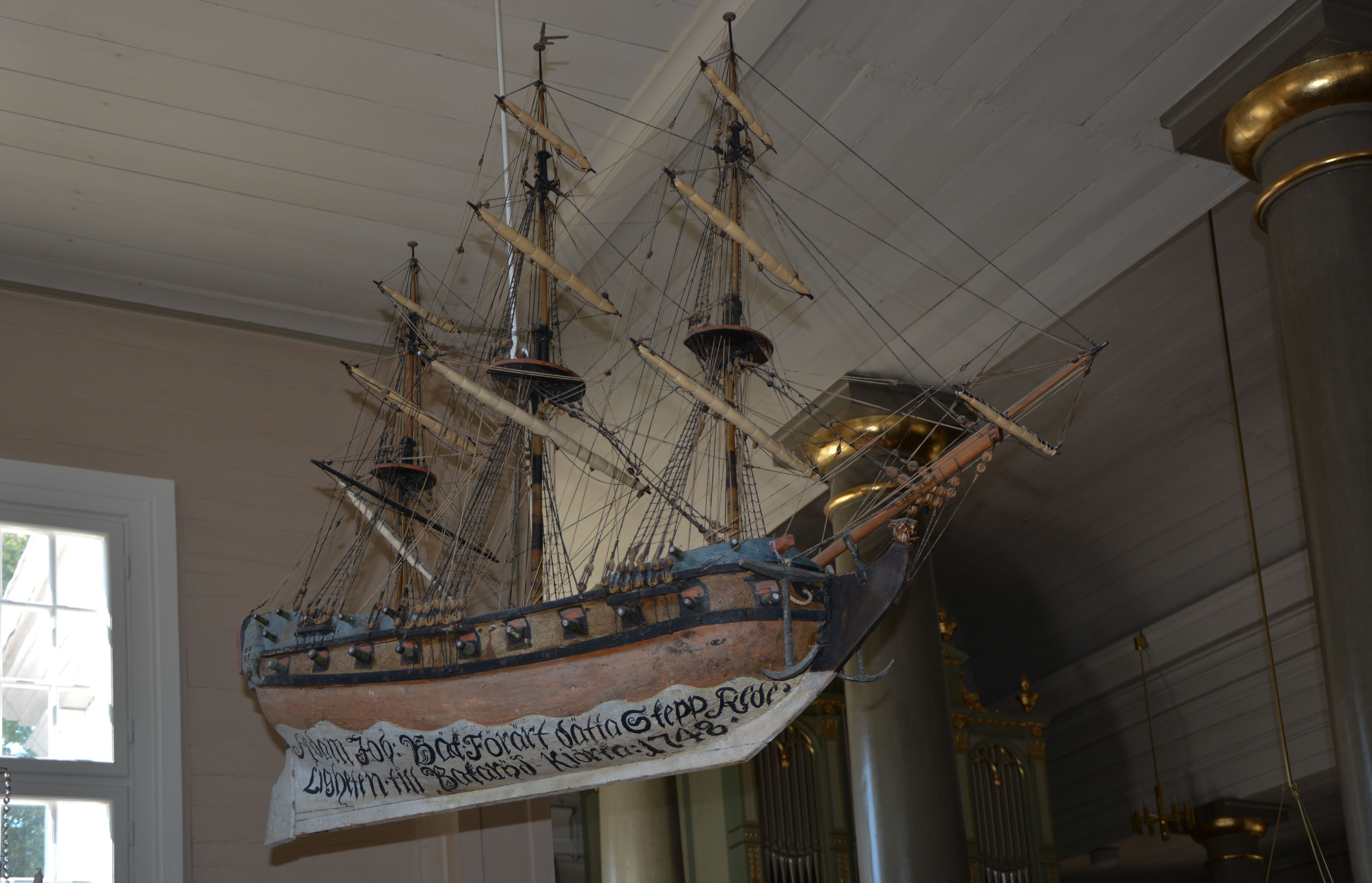
Votivskeppet 1748

## Orgeln

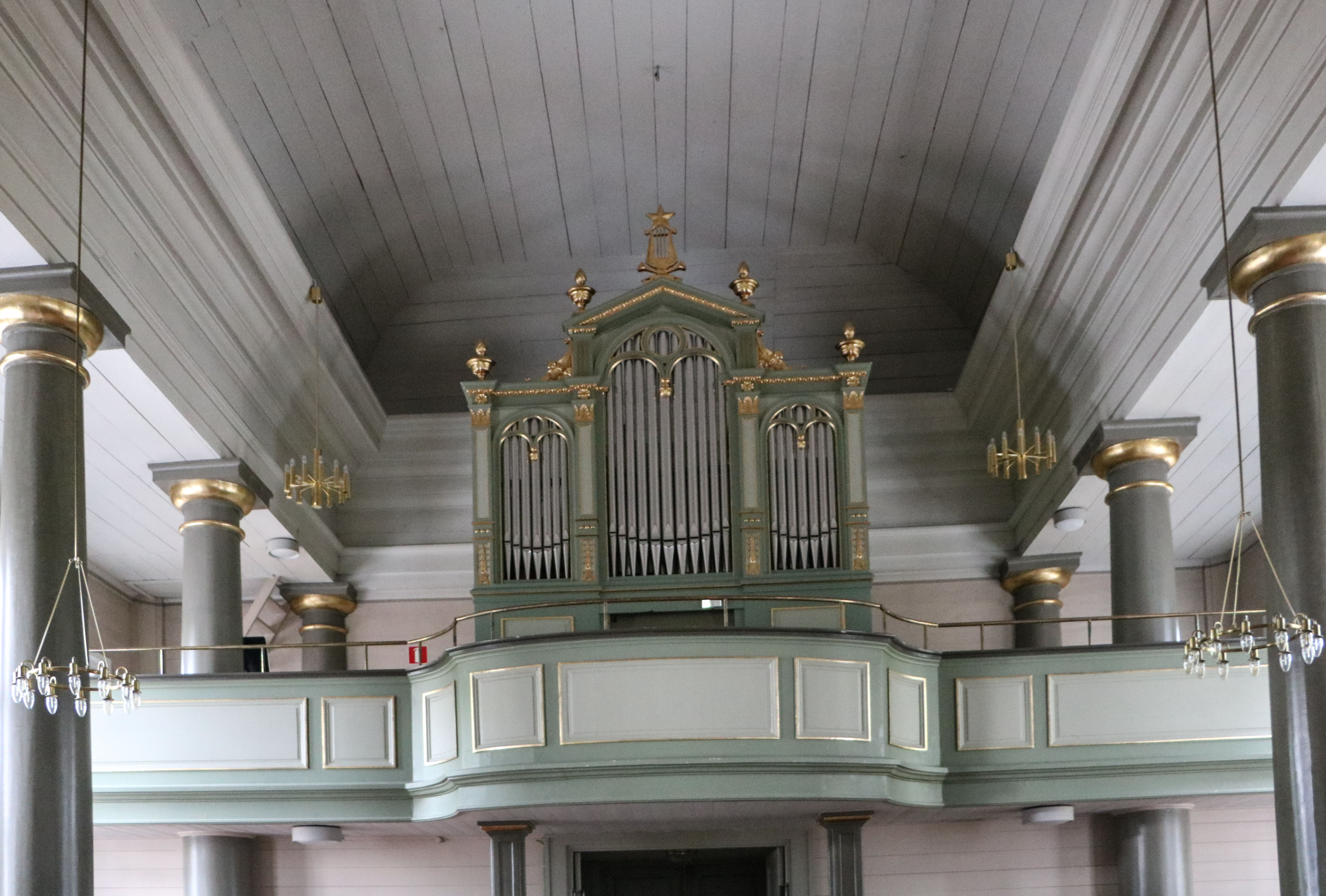
Orgeln

- Den första orgeln i kyrkan byggdes 1838 av Pehr Jönsson och Andreas Åbergh i Hjortsberga socken. Orgeln bekostades av C. J. Sandstedts samtidigt som orgelläktaren färdigställdes 1839. Orgeln hade 6 stämmor.
- 1903 eller 1904 byggdes en ny orgel av Carl Elfström från Ljungby med 2 manualer, pedal och 2 koppel. Orgeln hade totalt 12 stämmor. Manual 1 hade 8 stämmor, manual 2 hade 3 stämmor och pedalen 1 stämma. Orgeln var verksam till 1932.
- 1932 byggde Mårtenssons orgelfabrik i Lund en ny orgel med 14 stämmor, omdisponerad av Frede Aagaard.

Nuvarande orgeln omfattande 18 stämmor är byggd 1988 av Olof Hammarberg, Göteborg. Den invigdes 30 oktober 1988 och  med musikdirektör Christer Magnusson vid orgeln. Orgeln är mekanisk och har följande disposition:
| Huvudverk I C-g3 | Svällverk II C-g3 | Pedal C-f1  | Koppel  |
| Principal 8’     | Fugara 8’         | Subbas 16’  | II-I    |
| Rörflöjt 8’      | Gedackt 8’        | Borduna 8’  | I-Ped.  |
| Oktava 4’        | Täckflöjt 4’      | Flöjtbas 4’ | II-Ped. |
| Tvärflöjt 4’     | Principal 4’      | Basun 16’   |         |
| Oktava 2’        | Kornett III       |             |         |
| Mixtur III       | Flautino 2’       |             |         |
| Trumpet 8’       | Krumhorn 8’       |             |         |
|                  | Tremulant         |             |         |

Följande står skrivet på orgelns dörr:
| ” | BACKARYDS KYRKA ERHÖLL ORGEL ÅR 1904 (C. ELFSTRÖM). AV DENNA ORGEL ÅTERSTÅR NU ENDAST 24 TRÄPIPOR SAMT FASADENS RAMVERK (FASADPIPOR OOCH ORGELHUS NYA 1988). DEN GAMLA ORGELN BLEV OMBYGGD 1932 (PNEUM., MÅRTENSSON), TOTALT "OMDISPONERAD" C:A 1960 (F. AAGAARD). DEN NYA ORGELN BYGGDES 1988 HOS OLOF HAMMARBERG, GÖTEBORG. TJÄNSTGÖRANDE ORGENAIST VAR DÅ MARIANNE FRIDH. MUSIKDIREKTÖR CHRISTER MAGNUSSON, KARLSKRONA, VERKADE SOM FÖRSAMLINGENS RÅDGIVARE OCH KONTROLLANT. NILS HAMMARBERG SVARADE FÖR PLANLÄGGNING OCH INTONATION (OPUS 456) PÅ VERKSTADEN TILLVERKADES ORGELN AV TEAMET: ÅKE KARLSSON - BO AUGUSTSSSON - STEN JOHANSSON SOM OCKSÅ UPPBYGGDE ORGELN I KYRKAN. MEDHJÄLPARE VID INTONATION OCH SLUTJUSTERING: BO HAMMARBERG - MATS PERSSON - HORST SCHWARZ. SOLI DEO GLORIA | „ |

## Klockstapel

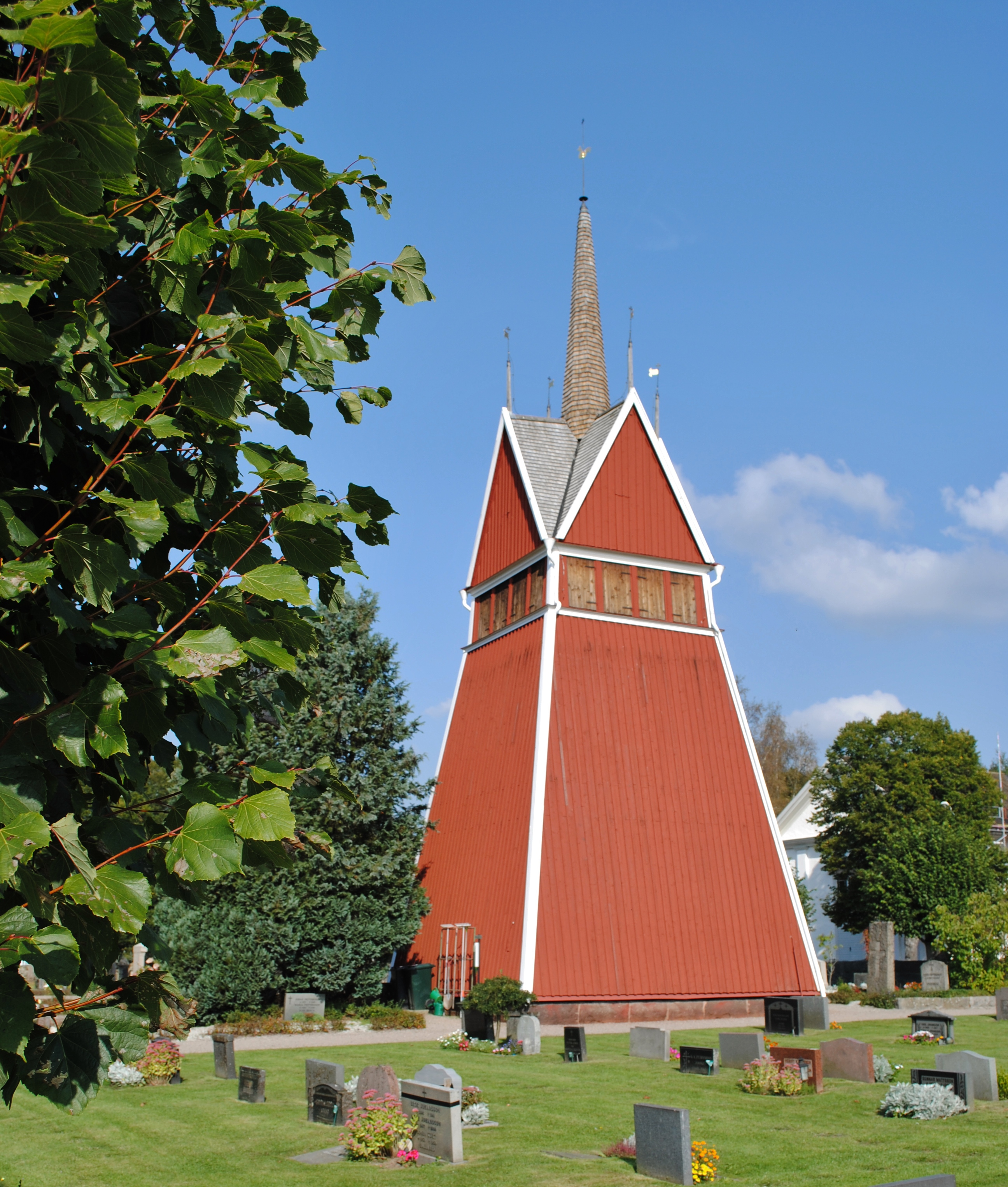
Klockstapeln från 1600-talet

Klockstapeln härstammar troligtvis från 1660-talet. Det fanns endast en klocka 1782 med inskription med runbokstäver och under 1790-talet var den nästintill obrukbar. 1794 köpet man en ny klocka med följande inskription: 
Besinna när jag ljuder. Jag til Guds hus tig bjuder.

Gack der så in och ut, at när mitt ljud slut.

Tin gång ut verden bodar tu Jesum glader skodar.
1928 tog klockan från 1794 ned och en nyköpt klocka från 1928 sattes upp. Den har följande inskription:
Ring klocka ring till tempeltjänst till griftefrid.

År 1928

Då Gustav V var Sveriges konung Edv. Rodhe Lunds stifts 

biskop, Lorens Hansson församlingens kyrkoherde, S. O. J.

Dahl och Per Nilsson Backaryds Kyrkas värdar. Göts denna

klocka av M. & O. Ohlsson i Ystad.

### Klockhusmuseet
I Klockstapeln finns idag ett litet museum. Utställningen färdigställdes hösten 1998 av Hans Westerholm och hör finns bland annat:
- Offerstock från 1600-talets andra hälft
- Bårstång från 1765
- Kyrkstöt
- Träkors
- Gjutjärnskors från 1800-talets slut, gjuten i Dångs gjuteri
- Smideskors från 1800-talets slut
- Kyrkklocka från  Backaryds klockstapel. Gjuten 1794 av M. Överström af L. Olson i Karlskrona. Var i bruk mellan 1794 och 1928
- Dopfunt av trä från 1798
- Dörrpar
- Brandredskap
- Skruvnyckel
- Träobelisker
- Baldakin